# USP33

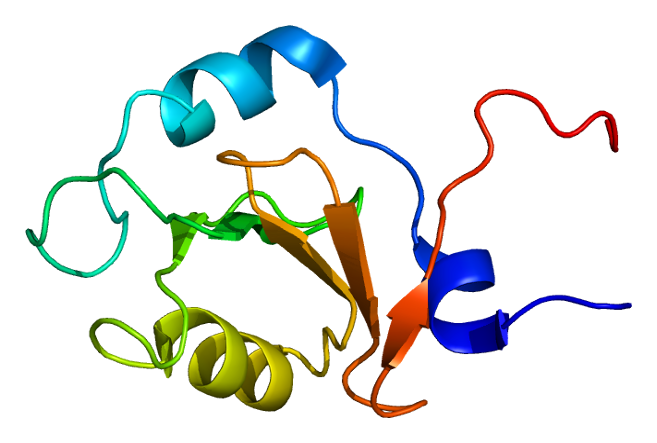
Estructura de la proteína USP33. Basada en la representación PyMOL de PDB 2uzg.

Ubiquitin carboxyl-terminal hydrolase 33 es una enzima que en los humanos está codificado por el gen USP33.

## Interacciones
USP33 ha sido mostrado para interaccionar con DIO2, SELENBP1 y Von Hippel–Lindau tumor suppressor.